# Phelsuma standingi
Phelsuma standingi là một loài thằn lằn trong họ Gekkonidae. Loài này được Methuen & Hewitt mô tả khoa học đầu tiên năm 1913.

## Hình ảnh

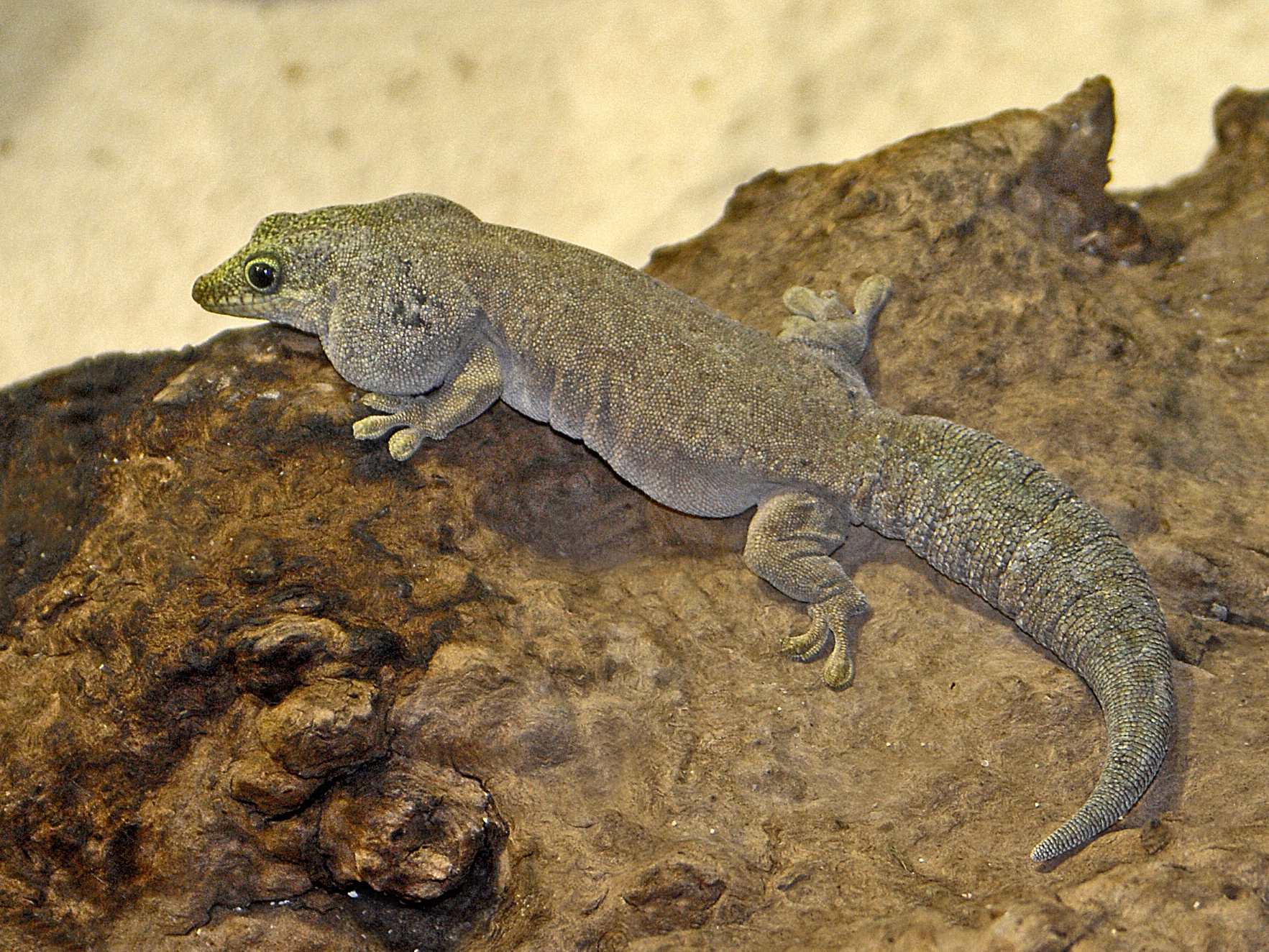